# Lincoln Boyhood National Memorial
Das Lincoln Boyhood National Memorial ist ein Presidential Memorial, das die Farm erhält, auf der Abraham Lincoln von 1816 bis 1830 gelebt hat. Während dieser Zeit wurde aus einem siebenjährigen Jungen ein einundzwanzigjähriger Mann. Seine Mutter, Nancy Hanks Lincoln, ist hier auf dem Pioneer Cemetery begraben und seine Schwester liegt auf dem nahe gelegenen Little Pigeon Baptist Church Cemetery. Zu dem Park gehört ein Besucherzentrum, in dem die Besucher einen 15-minütigen Informationsfilm über Lincolns Zeit in Indiana sehen können. Außerdem können sie dort das Museum und die Gedenkhallen besichtigen. Der Park zeigt außerdem die Lincoln Living Historical Farm.

## Bestandteile der Gedenkstätte

### Gebäude der Gedenkstätte
Das Herzstück der Gedenkstätte ist ein einstöckiges Kalksteingebäude, das 1944, trotz der Unterversorgung durch den Zweiten Weltkrieg, fertiggestellt wurde. Dort befinden sich fünf Reliefs, die verschiedene Phasen aus Lincolns Leben zeigen.
Das Gebäude kann nach Zahlung einer Eintrittsgebühr besucht werden. In dem Gebäude befindet sich ein kleines Kino, in dem ein kurzer Film über Lincolns Leben in Indiana gezeigt wird. Ein Museum mit verschiedenen Ausstellungen über Lincoln befindet sich in einer angrenzenden Halle. Das Gebäude enthält auch eine große Privatgalerie von Kunstwerken die mit Lincoln in Zusammenhang stehen, darunter zahlreiche Porträts und Lithographien von Lincoln und seiner Familie. Der Park besitzt außerdem ein Original-Ölgemälde von Abrahams Mutter, Nancy Lincoln. Das Gebäude umfasst außerdem eine Kapelle und einen Besprechungsraum, wo regelmäßig Trauungen und Besprechungen durchgeführt werden.

### Historische Farm
Einen kurzen Fußmarsch vom Gebäude der Gedenkstätte befindet sich das Grundstück von Lincolns Hütte, auf dem noch das Sandsteinfundament existiert. Es wird von dem Park bewahrt und ist durch eine Absperrung vor Vandalismus geschützt. Es wurde während einer professionellen archäologischen Untersuchung entdeckt. In der Nähe vom Originalstandort der Hütte befindet sich ein Nachbau des Farmhauses. Parkaufseher arbeiten auf der im Stil der 1820er Jahre erbauten Farm in Kostümen, die der Kleidung dieser Zeit entsprechen. Die Besucher können sich mit dem Parkaufsehern über die vielen Aktivitäten und Positionen auf dem Bauernhof unterhalten. Die Living Historical Farm ist nur von Mitte Frühling bis Anfang Herbst geöffnet. Sie umfasst selbst gezogene Nutzpflanzen, Nutztiere und verschiedene landwirtschaftliche Arbeitsgeräte.

## Geschichte

### Lincoln in Indiana

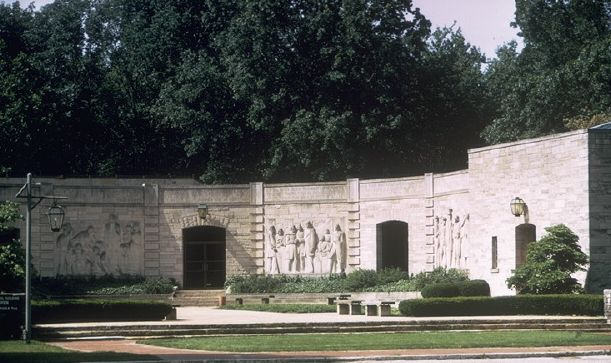
Das Gebäude der Gedenkstätte

Abrahams Vater Thomas Lincoln, hatte bereits zwei Häuser in Kentucky verloren, auf der Sinking Spring Farm war Abraham geboren. Thomas Lincoln war den Wettbewerb mit den Farmern, die Sklaven hielten, leid und das es in Kentucky keine vernünftigen Kataster gab, wurden viele Anwohner nach beendeter Vermessung von ihren Farmen vertrieben. Die Lincolns waren eine dieser Familien und so reiste Thomas 1815 nach Indiana um eine neue Heimstätte für seine Familie zu finden. Im nächsten Jahr zog Thomas Lincoln mit seiner Familie nach Spencer County (Indiana) und ließ sich in der Nähe der Siedlung Pigeon Creek nieder. Thomas war ein talentierter Zimmermann und besaß besseres Zimmermannswerkzeug als die anderen Siedler. Er war in der Lage Hütten in weniger als vier Tagen zu bauen und konnte ihr neues Haus vor Winteranfang fertigstellen. Das folgende Jahr wurde zum Ausbau der Farm, dem Anlegen von Feldern und dem Anpflanzen von Kulturpflanzen genutzt. Im Oktober 1818 traf die Milchkrankheit die Gemeinschaft. Sie wurde durch Kühe verursacht, die Wasserdost-Pflanzen gefressen hatten. Menschen, die die Milch dieser Kühe tranken, wurden todkrank. So auch Lincolns Mutter Nancy, die eine Woche nach Auftreten der Krankheit verstarb. Sie wurde in einer Grabstätte hinter der Hütte der Familie begraben. Es dauerte bis zum folgenden Frühling bis ein Geistlicher kam, um eine Trauerfeier abzuhalten.
Abraham war sehr betrübt durch den Tod seiner Mutter, aber er blieb auf dem Hof beschäftigt. Sein Vater heiratete bald die Witwe Sarah Johnson, die mit ihren drei Kindern auf die Farm der Lincolns zog. Abraham teilte sich den für den Rest seiner Zeit in Indiana den Dachboden der Hütte mit seinen beiden Stiefbrüdern. Die Lincoln-Familie besuchte die in der Nähe gelegene Little Pigeon Baptist Church. Die Kirche ist noch erhalten und liegt innerhalb des Lincoln State Parks. Im November 1819 wurde durch Andrew Crawford die erste Schule der Umgebung eröffnet. Sie lag in der Nähe von Lincolns Haus. Es war die erste Schule, die Lincoln besuchte. Der Unterricht fand drei Monate lang im Winter statt und die Schulgebühr betrug zwei Dollar. Im Jahr 1822 schrieben ihn seine Eltern in der Schule von James Swaney ein. Da diese Schule über 6,4 km entfernt war und Lincoln zu Fuß gehen musste, war seine Teilnahme eher selten. 1824 wechselte er zu einer Schule in der Nähe seiner Kirche, die auch näher zu seinem Haus lag. Hier blieb er bis zum Ende seiner Schulzeit im Alter von 16 Jahren. Im Januar 1826 starb Abrahams einzige Schwester Sarah während einer Entbindung und wurde auf dem Friedhof der Little Pigeon Baptist Church beerdigt.
Später lernte er bei Besuchen in Rockport die Rechtsanwälte John Pitcher und John Breckenridge, die sein Interesse für den Beruf des Rechtsanwaltes entfachten. Zu dieser Zeit reiste er auch das erste Mal mit dem Geschäftsmann Allen Gentry nach New Orleans um Produkte zu verkaufen und Vorräte für zu Hause einzukaufen. Bei diesem Besuch soll Lincoln erstmals Zeuge des Sklavenhandels geworden sein. Dieses Erlebnis und der Einfluss der Sklavengegner in dem Staat und seiner Gemeinde formten Lincolns Haltung gegen die Sklaverei. Nach 14 Jahren in Indiana verkaufte Thomas Lincoln die Farm und zog im März 1830 mit seiner Familie auf eine neue Farm in Illinois.

### Die Errichtung der Gedenkstätte
Dieser Teil von Lincolns Vergangenheit geriet in Vergessenheit, bis das Grab von Nancy Hank wiederentdeckt wurde. Peter E. Studebaker stellte einen Grabstein auf dem Grundstück auf. Lokale Gruppen versuchten über Jahrzehnte das Interesse an dem Gelände zu steigern. Im Jahr 1917 wurde das Fundament der Hütte entdeckt und am 28. April offiziell markiert. Die Indiana Lincoln Union wurde 1927 gegründet, um den Bau einer Gedenkstätte zu Ehren Lincolns Aufenthalt in Indiana voranzutreiben. Ein Teil der Gedenkstätte, inklusive des Grabes von Nancy Lincoln, wurden vom benachbarten Lincoln State Park übertragen. Dieser war 1932 vom Staat Indiana zum Schutz des Areals und Erhalt der historischen Heimstätte gegründet worden. Das Gelände wurde in den 1930er und 1940er Jahren immer wieder verbessert. Abschließend wurde 1944 das Gebäude der Gedenkstätte errichtet.
Die Gedenkstätte erhielt am 19. Dezember 1960 den Status einer National Historic Landmark. Nachdem die Regierung von Indiana 1962 ein 46 ha großes Grundstück für diesen Zweck stiftete, wurde das Lincoln Boyhood National Memorial gebaut. Der U.S. Kongress genehmigte das National Memorial am 19. Februar 1962. Die vom National Park Service verwaltete Gedenkstätte wurde am 15. Oktober 1966 als Historic District in das National Register of Historic Places eingetragen. 1968 wurde die lebende historische Farm nach "akribischer Forschung" errichtet, da man der Meinung war, das sie den Besuchern ein besseres Verständnis für Lincolns Zeit in der Gegend erleichtern würde.

## Galerie

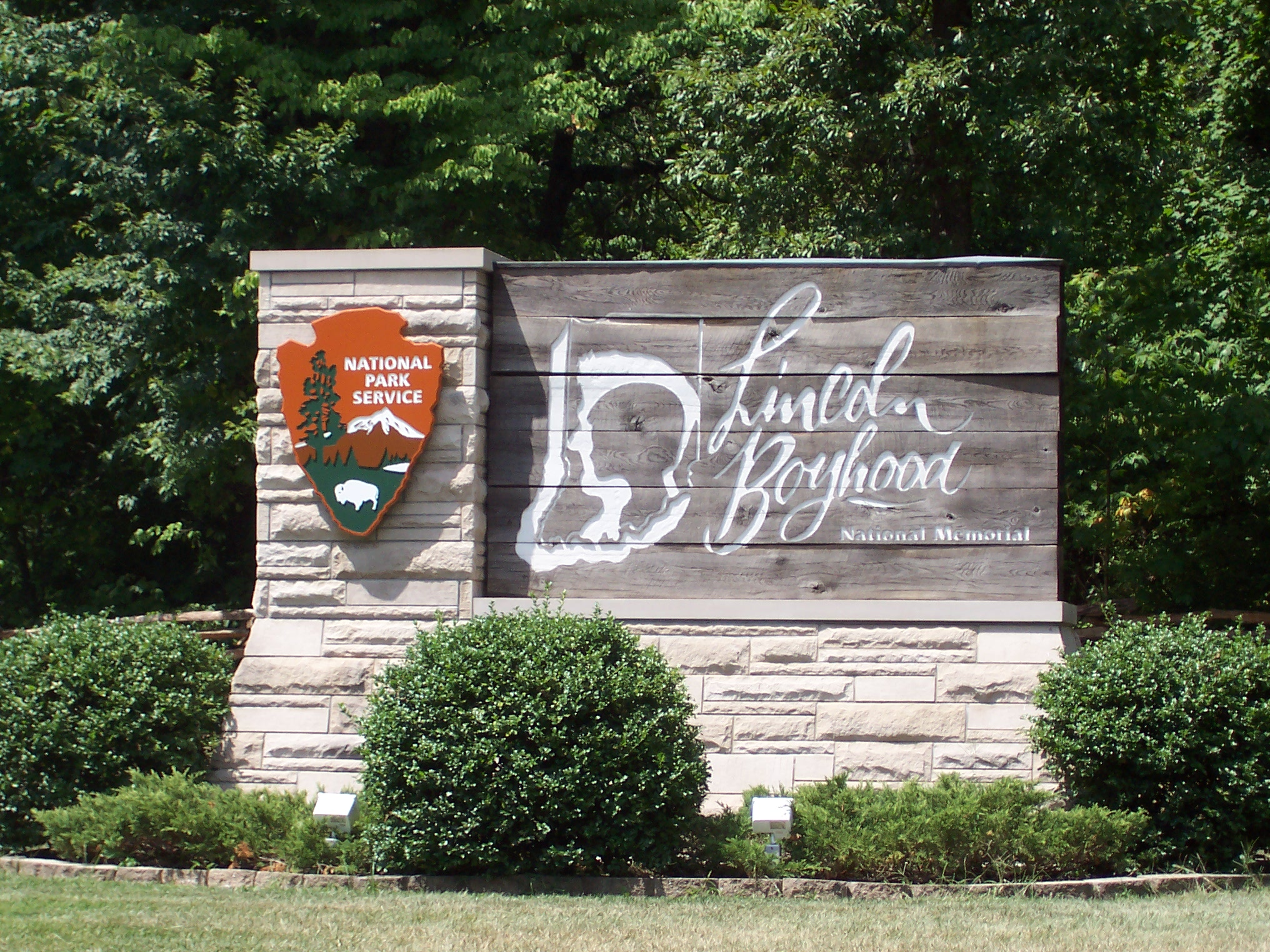
Eingang der Gedenkstätte
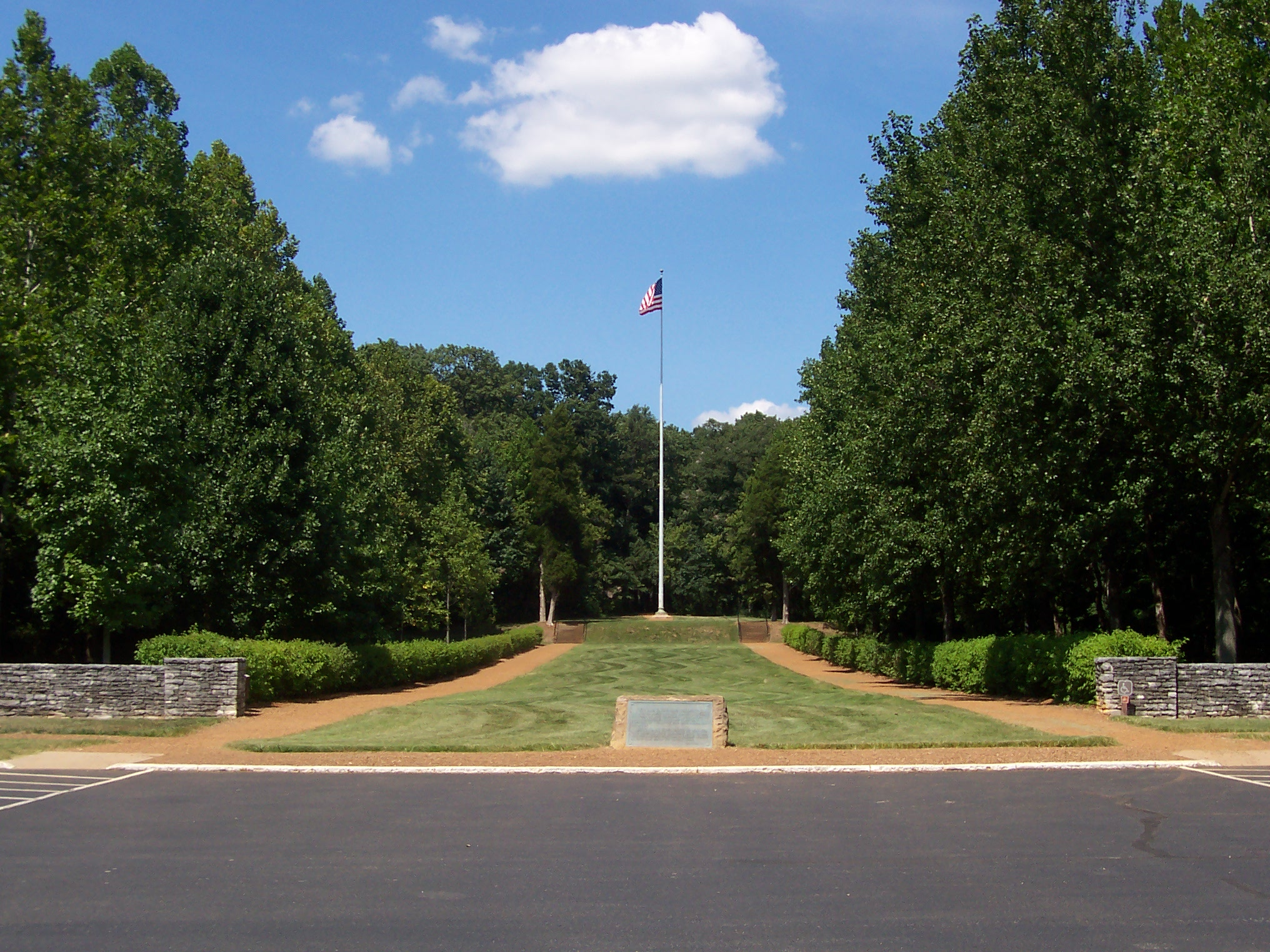
Der Vorplatz der Gedenkstätte
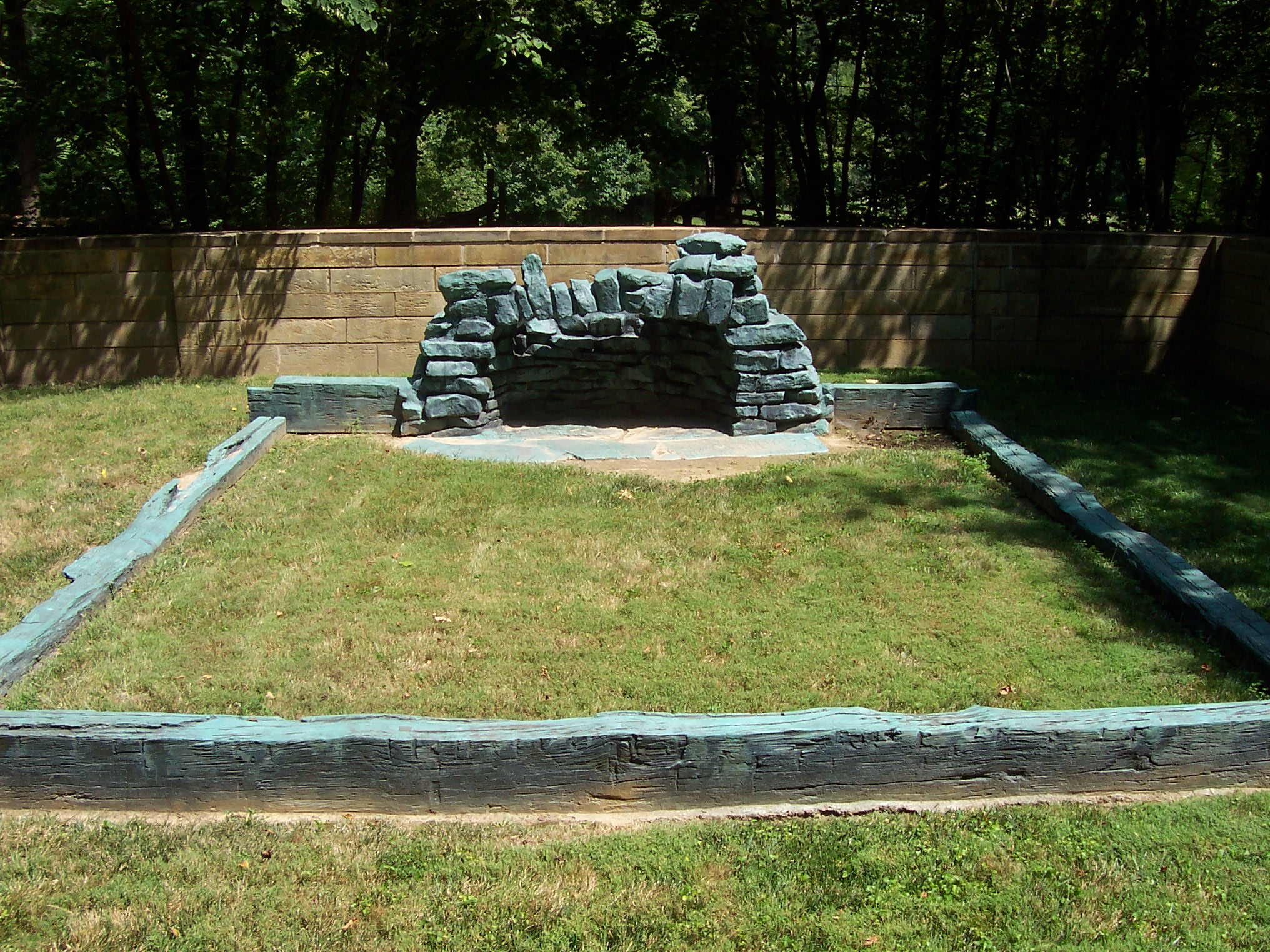
Die Überreste des Fundamentes der Hütte.
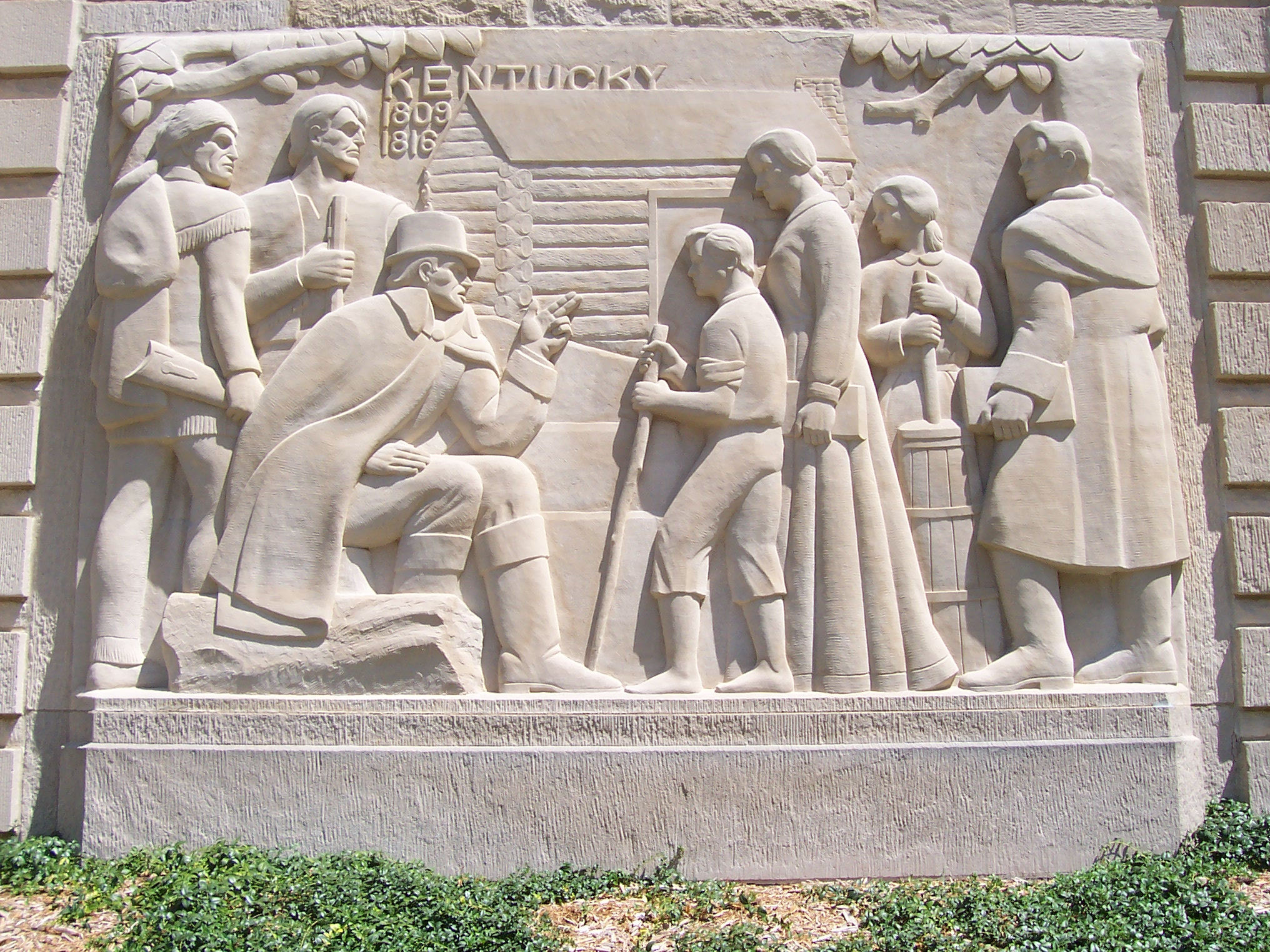
Lincoln in Kentucky
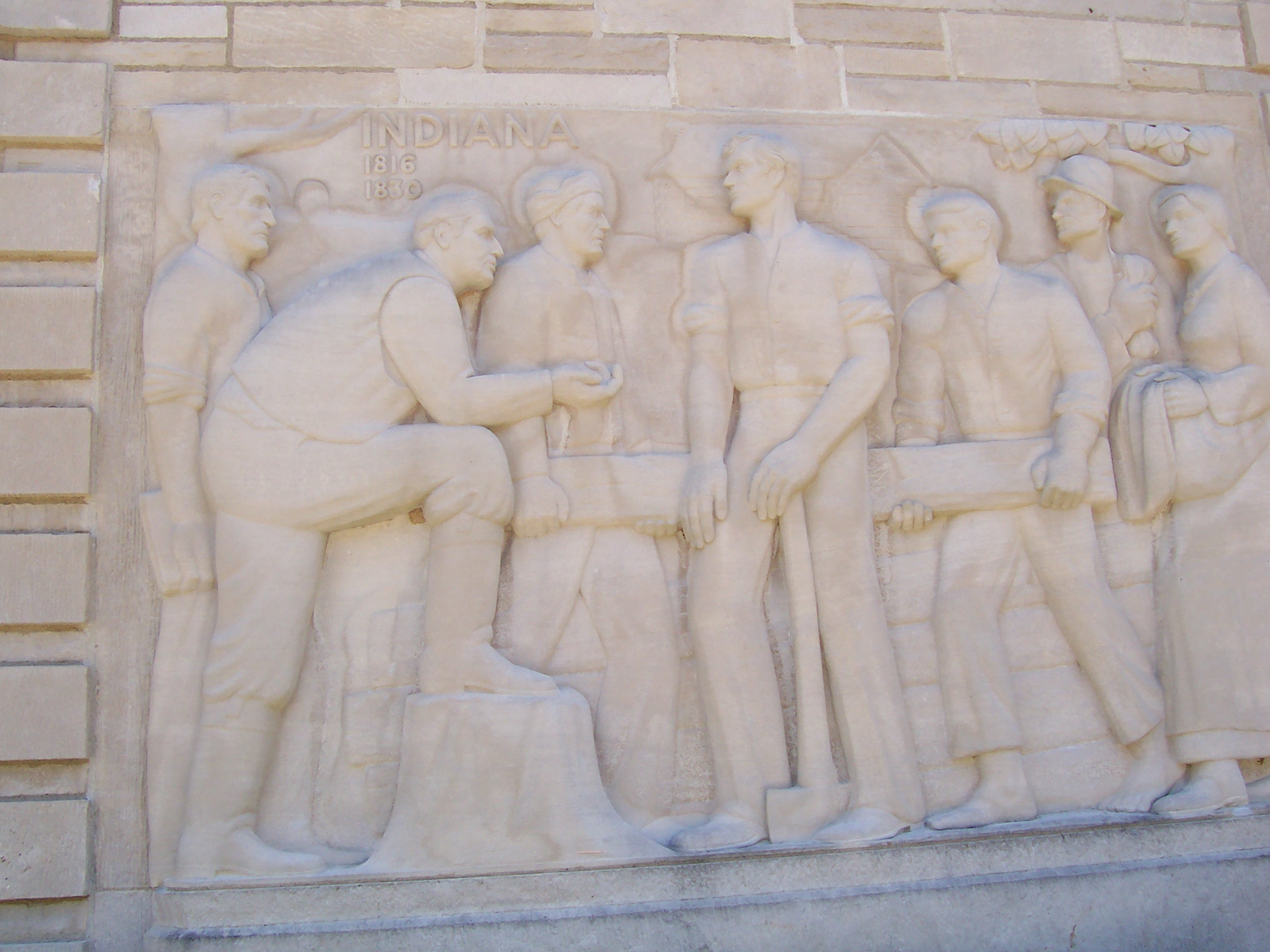
Lincoln in Indiana
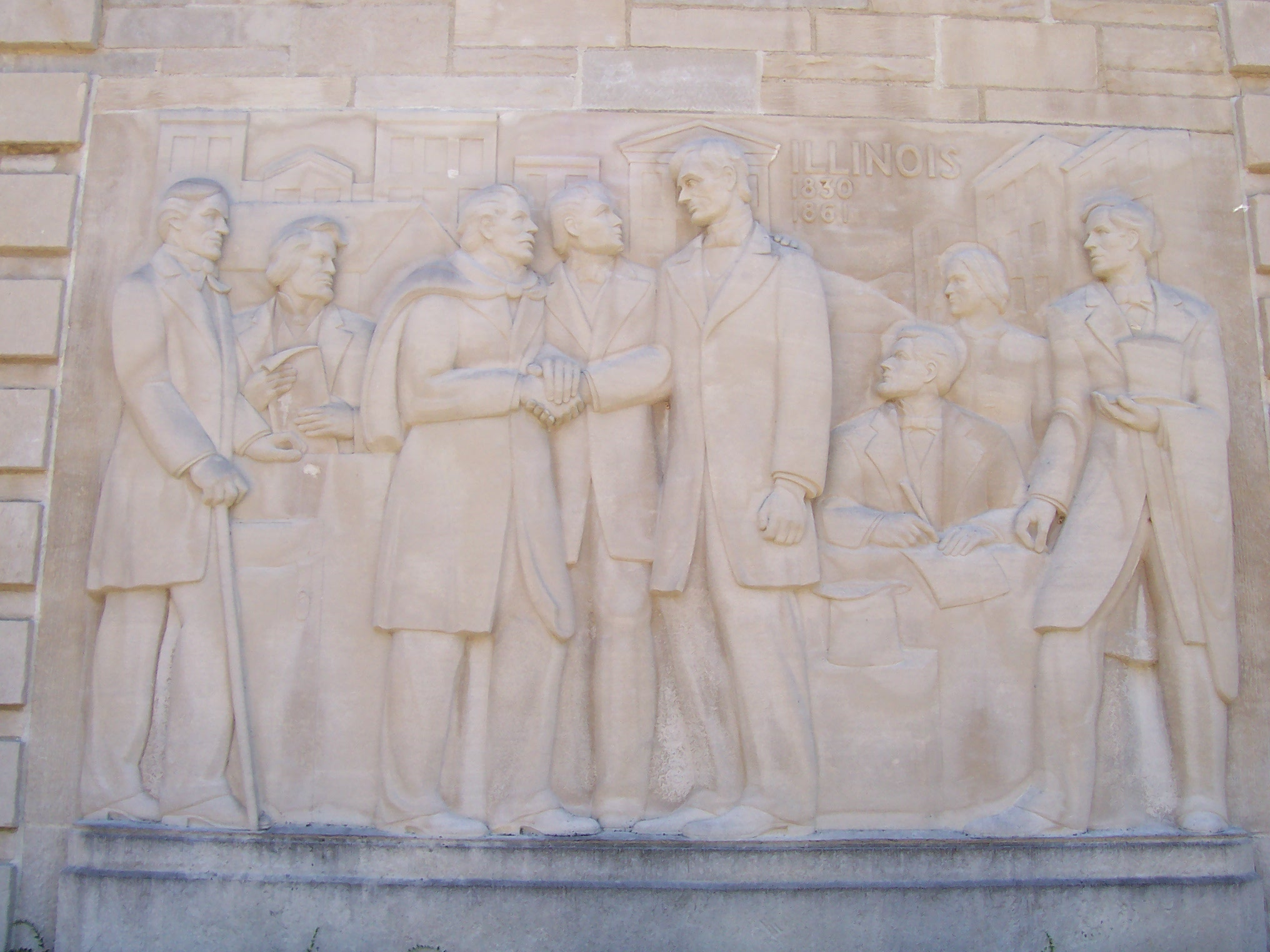
Lincoln in Illinois
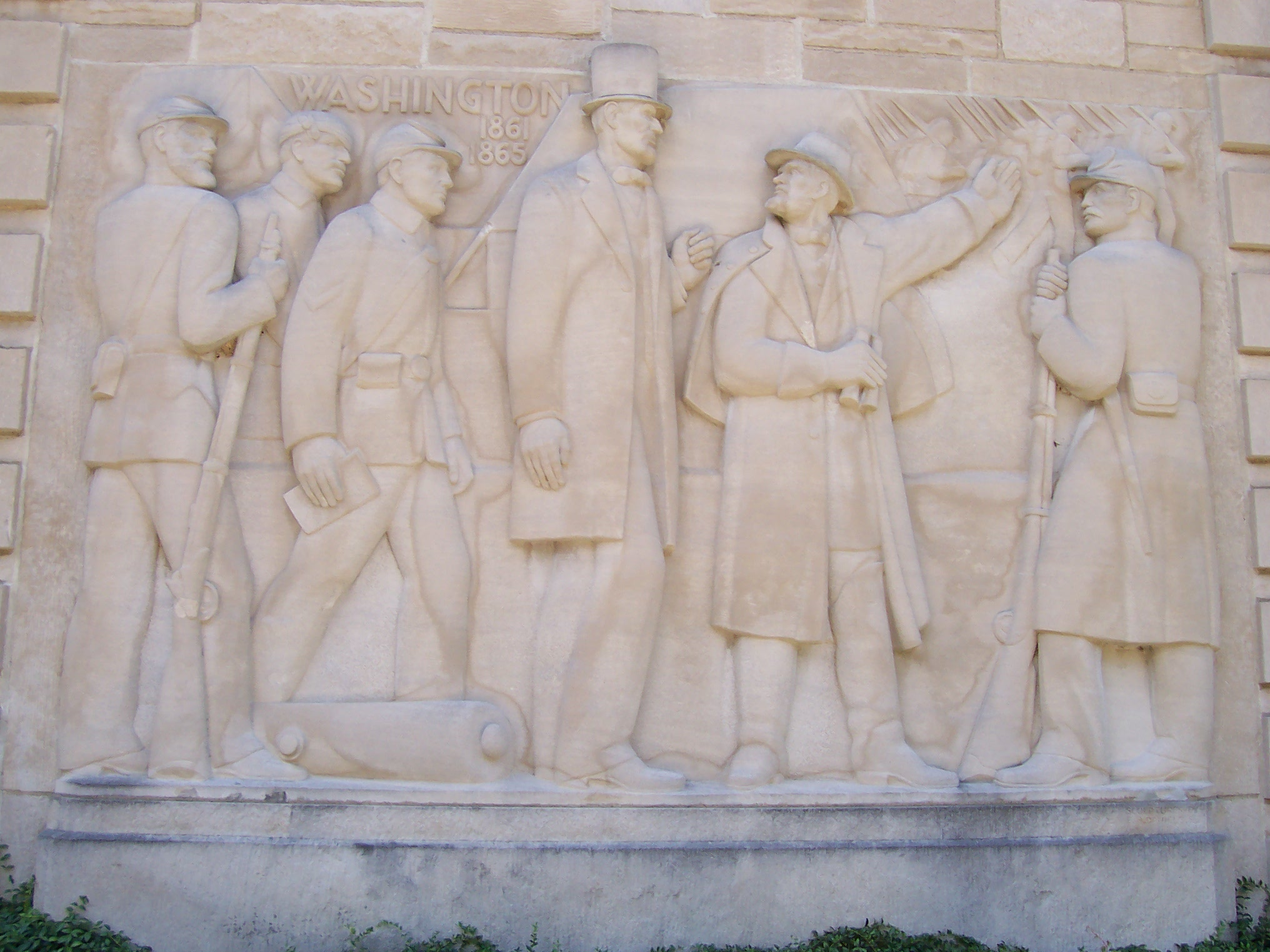
Lincoln in Washington, D.C.
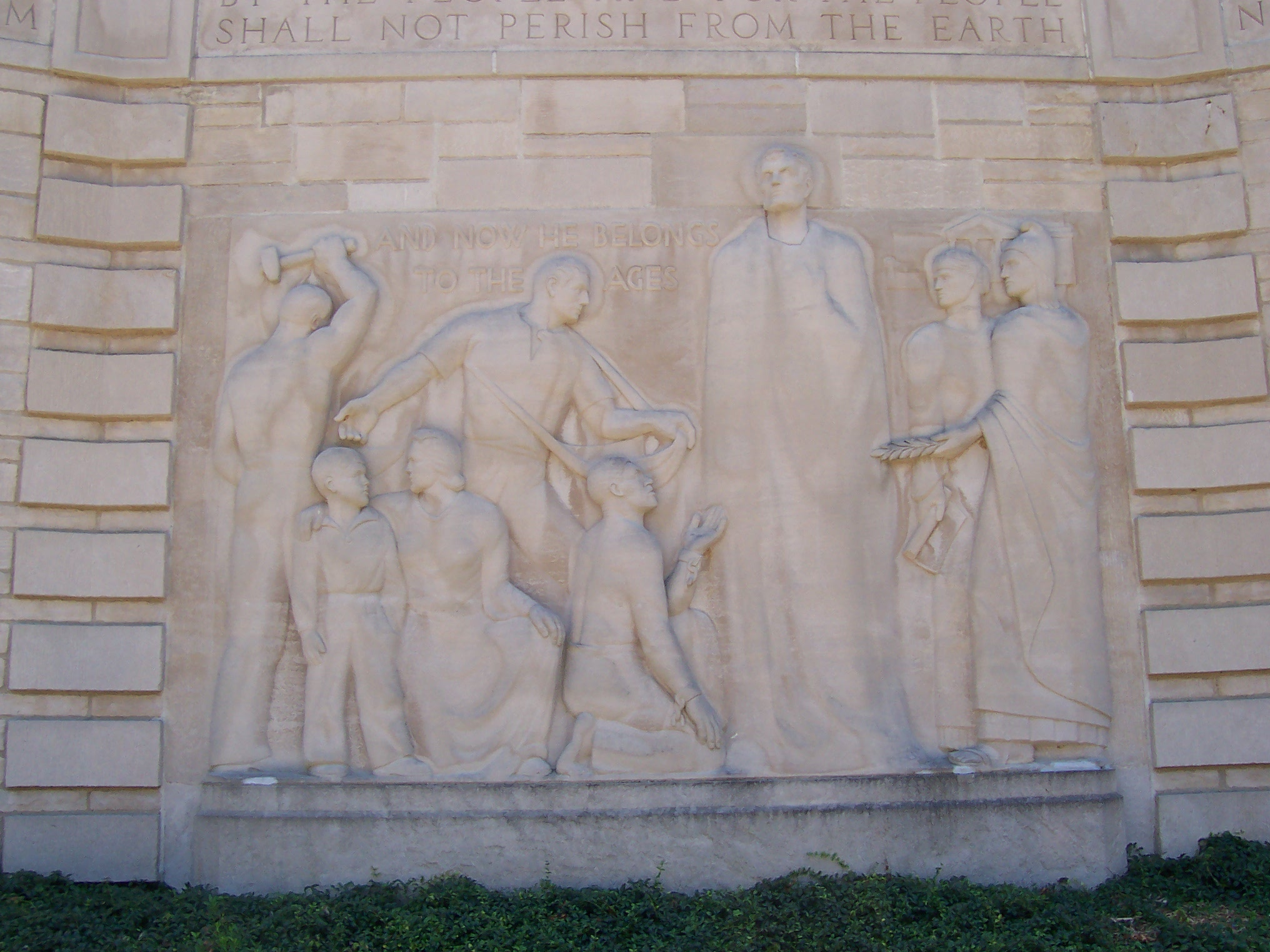
Lincolns Vermächtnis